# 赞赞区

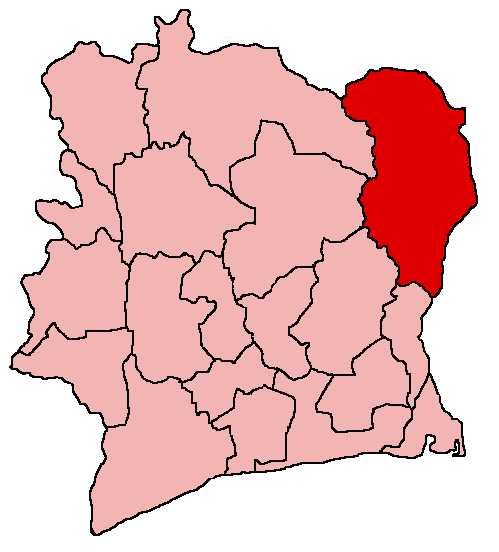
赞赞区

赞赞区（法文：Région du Zanzan）是科特迪瓦曾经存在的十九区之一，首府邦杜库（法語：Bondoukou）。该区位于科特迪瓦的西北，东与加纳相邻，北与布基纳法索相接。南与恩济-科莫埃区、中科莫埃区相接，西与萨瓦纳区及邦达马河谷区相邻。2011年科特迪瓦行政区划改组后，赞赞区被改组为新的赞赞区。
面积38,000 平方公里，2010年人口999586人。
科莫埃国家公园位于该区及萨瓦纳区之间，是该国的世界遗产之一，与古城邦杜库一道，为该区的重要旅游资源。

## 行政区划
区有3个省（départements）：
- 邦杜库省 Département du Bondoukou
- 布纳省 Département du Bouna
- 坦达省 Département du Tanda

## 人口变化
| 1988年   | 1998年   | 2000年   | 2010年   |
| -------- | -------- | -------- | -------- |
| 514134人 | 701005人 | 746300人 | 999586人 |